# Amrakaye Martin
Amrakaye Martin né vers 1966 à Djarangoubou, dans le Logone-et-Chari, est un homme politique camerounais.

## Biographie
Amrakaye Martin est un homme politique camerounais originaire de la région de l'Extrême-Nord. Il a été élu sénateur lors des premières élections sénatoriales du Cameroun, qui se sont tenues le 12 avril 2018. Il a été réélu lors des élections suivantes. Au Sénat, il représente la région de l'Extrême-Nord. Son suppléant est Gaoué Henri. En tant que sénateur, Amrakaye Martin participe aux travaux législatifs et aux délibérations sur les questions d'intérêt national, contribuant ainsi au développement et à la mise en œuvre des politiques publiques au Cameroun.

## Parcours politique
Il a été élu sénateur lors des premières élections sénatoriales du Cameroun en 2018, représentant la région de l'Extrême-Nord. Son suppléant est Gaoué Henri. Avant son élection au Sénat, Amrakaye Martin a été maire de la commune de Goulfey, située dans le département du Logone-et-Chari, région de l'Extrême-Nord. Son parcours au sein du RDPC l'a conduit des responsabilités locales à une position nationale en tant que sénateur. En tant que membre du RDPC, il a contribué aux activités du parti et a participé à l'élaboration de politiques publiques visant au développement de sa région et du pays.